# جورج بيكوك
جورج بيكوك (بالإنجليزية: George Peacock )‏ (و. 1791 – 1858 م) هو رياضياتي، وعالم فلك، وأستاذ جامعي من المملكة المتحدة . وكان عضواً في الجمعية الملكية .
توفي عن عمر يناهز 67 عاماً.

## التعليم
تعلم في جامعة كامبريدج

## جوائز
حصل على جوائز منها:
- زميل في الجمعية الملكية.

## روابط خارجية
- جورج بيكوك على موقع الموسوعة البريطانية (الإنجليزية)
- جورج بيكوك على موقع إن إن دي بي (الإنجليزية)